# Saint-Étienne-du-Vauvray
Saint-Étienne-du-Vauvray è un comune francese di 728 abitanti situato nel dipartimento dell'Eure nella regione della Normandia.

## Società

### Evoluzione demografica
Abitanti censiti